# چشمه احمدرضا
چشمه احمدرضا، روستایی از توابع بخش کرون شهرستان تیران و کرون در استان اصفهان ایران است.

## معرفی روستا
روستای چشمه احمدرضا از توابع شهرستان تیران و کرون در استات اصفهان
منطقه نمونه گردشگری شهرستان با آب و هوایی پاک و دل انگیز ، تکیه داده بر قله ای ستبر ، که اگر در 30 کیلومتری جاده تیران-داران وارد روستای الور شوید و 3 کیلومتر به سمت غرب جاده حرکت کنید گنبد فیروزه ای آستان مقدس امام زاده احمدرضا در دامنه کوه خودنمایی میکند وارد محوطه امام زاده که شدید محیط آرام و دوست داشتنی حس آرامش بی نظیری با وجود جوی آب و درختان زیبا به وجود می آورد .باغات میوه بسیار زیبا در هر فصل، نزدیک بودن یک قله بالای 3 هزار متر با طبیعتی آرام و حس یک پیاده روی کوتاه مدت در دل کوه صبح زود.. و مردم باصفا و مهمان نواز که سالهای سال است زائران و مسافران ،امام زاده را مایه برکت روستا دانسته اند . و چندین و چند دلیل دیگر برای لحظه ای آسایش و آرامش.

## کشاورزی
از محصولات این روستا می توان به گردو ، بادام ، زعفران و با گسترش کشت گلخانه ای به صیفی جات از قبیل فلفل ،  گوجه ، خیار و ... اشاره کرد.

## زبان و گویش
زبان فارسی 

## جمعیت
این روستا در دهستان کرون علیا قرار دارد و براساس سرشماری مرکز آمار ایران در سال ۱۳۸۵، جمعیت آن ۴۴۸ نفر (۱۳۲خانوار) بوده‌است.